# 香港持續教育書院
香港持續教育書院（英語：Hong Kong Institute of Continuing Education，簡稱：HKICE），是香港一所已結業的私營教育機構，主要提供語文、職業培訓及引入海外院校的課程，該校設有兩所校舍，分別位於灣仔及旺角。書院於2009年10月因欠租被入稟法院追討欠款，書院的負責人丘俊傑亦因為違反強積金條例於7月14日被強制性公積金計劃管理局罰款，新聞公佈同時指出香港持續教育學院的營辦商為「中國學位有限公司」（商業登記號碼：31537713）。

## 概要
香港持續教育書院成立於2001年，最初開設語文課程，並有多個課程獲納入鼓勵工餘進修而設立的持續進修基金，然而書院開辦的課程卻多次被投訴，包括收款超過半年仍未能開課。有市民於2007年6月14日到書院的旺角分校報讀雅思英語高階精讀課程，並繳交了12,800港元的學費和填報了持續進修基金的資助申請表格，根據當時的持續進修基金條款，市民於兩年內完成相關的語文課程及通過考試，可獲發還部分學費或考試費。書院在該名市民報讀課程時宣稱開課日期為2007年7月19日，但書院之後多次將開課日期延遲，超過半年仍未能開課，該課程後來更遭勞工及福利局點名考慮從可發還款項的持續進修基金名單中除名。2008年12月，該名市民因為繳交學費後一直未獲書院安排上課或退款，於是向教育局投訴。2009年1月，該書院有15個課程被勞工及福利局從持續進修基金下可獲發還款項課程名單中剔除。
書院於2002年為在職人士開辦由海外大學頒發學位的海外學歷課程，書院宣稱與美國及英國著名大學合辦多個在香港修讀的學位課程，並引用美式和西方大學教育模式，可提高學生的學習興趣，發掘自己的專長，讓學生日後更容易投身社會工作，曾經參加1997年度香港小姐但落選的藝人兼哈佛大學校友任葆琳出任書院的代言人。
香港持續教育書院聲稱與印第安納大學、博立頓學院、威爾斯大學等海外學府合作開辦可在香港修讀的學位課程，並收取高昂學費，但在2009年被學生揭發貨不對辦。香港持續教育書院於2005年以「任葆琳教路」宣傳其引入的海外大學課程，並在報紙、雜誌及戶外媒體大買廣告，而書院在其中一個課程宣稱是與美國印第安納大學布明頓校區（Indiana University Bloomington，IUB）合辦，籍此吸引學生報讀。
香港持續教育書院在招生時宣稱課程是由美國印第安納大學布明頓校區（IUB）提供，但在2009年6月，有就讀該課程的學生向印第安納大學發出電子郵件查詢課程內容時，對方卻回復：「有關課程是來自印第安納大學與普渡大學印第安納波利斯聯合分校（Indiana University-Purdue University Indianapolis，IUPUI），並表示100%不是來自印第安納大學布明頓校區（IUB）。」一直以為自己在修讀（IUB）課程的學生得悉印第安納大學的回覆後，警覺自己被香港持續教育書院的宣傳誤導，實際上是修讀（IUPUI）的課程，學生於是要求書院退款，惟遭到拒絕，而書院所引入的（IUPUI）課程亦於2009年年中突然停辦。學生向傳媒控訴，指責香港持續教育書院假借美國著名印第安立大學布明頓校區（IUB）的名義合辦課程，蒙騙學生報名，實質是修讀屬於另一院校的印第安納大學與普渡大學印第安納波利斯聯合分校（IUPUI）所提供的課程。傳媒接獲學生指控香港持續教育書院開辦的課程貨不對辦後，曾經向印第安納大學與普渡大學印第安納波利斯聯合分校（IUPUI）發出電子郵件查詢，該校（IUPUI）亦回覆與印第安納大學布明頓校區（IUB）沒有任何聯繫。學生向傳媒怒斥：「書院當初以課程來自（IUB）作招徠，我就是因為（IUB）的名氣而報讀，否則根本不會選擇。」根據《美国新闻与世界报道》的2009年大學排名榜，印第安立大學布明頓校區在全美國排名第71位，至於名稱類似的印第安納大學與普渡大學印第安納波利斯聯合分校（IUPUI）則不入130名之內。
教育局的資料顯示涉及貨不對辦的課程是在2002年註冊，整個課程所需的學費約20萬港元。書院聲稱約有40名學生現正就讀該課程，不過，學生向傳媒透露，據上課時的情況觀察，約有100名學生正就讀該課程。據稱印第安納大學是以專注在美國本地的發展為理由，於上月終止與香港持續教育書院的合作。書院於近月安排受影響的學生，以遙距網上教學的方式完成印第安納大學與普渡大學印第安納波利斯聯合分校（IUPUI）的課程；或者接受以學分轉移的方式，轉讀書院的工商管理課程，但學生對此安排甚為不滿及憤怒，要求香港持續教育書院全數退還學費，惟書院方面一直未有作出實質的回覆。
香港持續教育書院學術總監蔡嘉陵回應傳媒查詢時強調事件不存在誤導，書院也未有接獲學生投訴；蔡嘉陵又稱：「因為IU持續進修學院的地址在布明頓，而書院以IUB招收學生，是得到IU同意。」執業大律師陸偉雄指香港持續教育書院的做法或涉及欺詐罪，該罪行最高可判監禁14年，陸偉雄又稱學生可報警求助及透過民事訴訟向校方索償。立法會教育界議員張文光批評香港持續教育書院的解釋是狡辯，張文光稱：「怎能因校舍在布明頓，便以布明頓校區作宣傳。」而且書院提供的（IUPUI）課程亦已經「爛尾」，書院有責任根據條例向學生退還餘下的學費。